# César for bedste kortfilm
César for bedste kortfilm er blevet uddelt siden 1977.

## Uddelinger
| År   | Film                                 | Instruktør(er)                                   |
| ---- | ------------------------------------ | ------------------------------------------------ |
| 2011 | Logorama                             | François Alaux, Ludovic Houplain, Hervé de Crécy |
| 2010 | C'est gratuit pour les filles        | Marie Amachoukeli, Claire Burger                 |
| 2009 | Les Miettes                          | Pierre Pinaud                                    |
| 2008 | Le Mozart des pickpockets            | Philippe Pollet-Villard                          |
| 2007 | Fais de beaux rêves                  | Marilyne Canto                                   |
| 2006 | After Shave, Beyrouth après-rasage   | Hany Tamba                                       |
| 2005 | Cousines                             | Lyes Salem                                       |
| 2004 | L'Homme sans tête                    | Juan Solanas                                     |
| 2003 | Peau de vache                        | Gérald Hustache-Mathieu                          |
| 2002 | Au premier dimanche d'aout           | Florence Miailhe                                 |
| 2001 | Un Petit air de fete                 | Eric Guirado                                     |
| 2001 | Salam                                | Souad El-Bouhati                                 |
| 2000 | Sale battars                         | Delphine Gleize                                  |
| 1999 | L'Interview                          | Xavier Giannoli                                  |
| 1998 | Des majorettes dans l'espace         | David Fourier                                    |
| 1997 | Madame Jacques sur la Croisette      | Emmanuel Finkiel                                 |
| 1996 | Le Moine et le poisson               | Michael Dudok de Wit                             |
| 1995 | La Vis                               | Didier Flamand                                   |
| 1994 | Gueule d'atmosphere                  | Olivier Péray                                    |
| 1993 | Versailles rive gauche               | Bruno Podalydès                                  |
| 1992 | 25 decembre 58, 10h36                | Diane Bertrand                                   |
| 1991 | Foutaises                            | Jean-Pierre Jeunet                               |
| 1990 | Lune froide                          | Patrick Bouchitey                                |
| 1989 | Big Bang                             | Eric Woreth                                      |
| 1988 | Présence féminine                    | Eric Rochant                                     |
| 1987 | La Goula                             | Roger Guillot                                    |
| 1986 | Grosse                               | Brigitte Roüan                                   |
| 1985 | Première classe                      | Mehdi El Glaoui                                  |
| 1984 | Star Suburb, la banlieue des etoiles | Stephane Drouot                                  |
| 1983 | Bluff                                | Philippe Bensoussan                              |
| 1982 | Les Photos d'Alix                    | Jean Eustache                                    |
| 1981 | Toine                                | Edmond Séchan                                    |
| 1980 | Colloque de chiens                   | Raoul Ruiz                                       |
| 1979 | Dégustation maison                   | Sophie Tatischeff                                |
| 1978 | 500 grammes de foie de veau          | Henri Glaeser                                    |
| 1977 | Comment ça va je m'en fous           | François de Roubaix                              |